# Sandy Saddler
Pour les articles homonymes, voir Saddler.
Sandy Saddler est un boxeur américain né le 23 juin 1926 à Boston, Massachusetts, et mort le 18 septembre 2001.

## Carrière
Reconnu comme l'un des tout meilleurs puncheurs, il devient champion du monde des poids plumes le 29 octobre 1948 en battant par KO au 4e round son compatriote Willie Pep. Il perd aux points le combat revanche le 11 février 1949 mais remporte la belle le 8 septembre 1950 par abandon à l'appel du 8e round.
Saddler conserve son titre jusqu'en janvier 1957, date à laquelle il est forcé de se retirer en raison d'une blessure à un œil causée lors d'un accident de voiture.

## Distinctions
- Sandy Saddler est membre de l'International Boxing Hall of Fame depuis sa création en 1990.
- Pep - Saddler II est élu combat de l'année en 1949 par Ring Magazine.